# Pristimantis reclusas
Pristimantis reclusas es una especie de anfibio anuro de la familia Craugastoridae.

## Distribución
Esta especie es endémica del departamento de Cesar en Colombia. Habita en el municipio de Manaure Balcón del Cesar a unos 2 800 m de altitud en la Serranía del Perijá.
Su presencia es incierta en Venezuela.

## Descripción
Los machos miden de 25.2 a 32.4 mm.

## Publicación original
- Lynch, 2003 : Two new frogs (Eleutherodactylus) from the Serrania de Perija, Colombia. Revista de la Academia Colombiana de Ciencias Exactas Físicas y Naturales, vol. 27, n.º 105, p. 613-617[5]